# Saxifraga montanella
Saxifraga montanella är en stenbräckeväxtart som beskrevs av H. Sm.. Saxifraga montanella ingår i Bräckesläktet som ingår i familjen stenbräckeväxter. Utöver nominatformen finns också underarten S. m. retusa.